# Radlin (województwo wielkopolskie)
Radlin – wieś sołecka w Polsce położona w województwie wielkopolskim, w powiecie jarocińskim, w gminie Jarocin. We wsi znajduje się przystanek kolejowy Radlin Wielkopolski, leżący na linii kolejowej 281
W latach 1975–1998 miejscowość położona była w województwie kaliskim.
Najstarsze wzmianki o Radlinie pochodzą z XI wieku. W XV wieku wieś należała do rodziny Opalińsich, którzy posiadali tutaj swój pałac, a obecnie znajdują się tutaj jego ruiny z XVI wieku. Wieś pozostała ich własnością do 1700 roku, gdy przejęła ją rodzina Sapiehów z Koźmina, pozostając właścicielem przez kolejne sto lat.
W Radlinie urodził się prof. dr hab. Stanisław Lorenc – geolog, wykładowca UAM i jego rektor w latach 2002–2008.
Zobacz też: Radlin, Radliniec